# Ahero
Ahero – miasto w Kenii, nad rzeką Nyando, w pobliżu Kisumu, w hrabstwie Kisumu. W 2019 liczyło 11,8 tys. mieszkańców.